# Berberozaur
Berberozaur (Berberosaurus) – rodzaj teropoda z grupy Neotheropoda. Żył we wczesnej jurze (pliensbach – toark) na terenie dzisiejszej północnej Afryki. Jego szczątki odnaleziono w okolicach miasta Warzazat w Atlasie Wysokim w Maroku. Jedynym opisanym gatunkiem jest Berberosaurus liassicus, nazwany w odniesieniu do epoki liasu. Epitet rodzajowy honoruje Berberów – rdzenną ludność północnej Afryki. Został opisany w oparciu o niekompletny szkielet pozaczaszkowy.

## Klasyfikacja
Ronan Allain i współpracownicy, którzy opisali berberozaura, przeprowadzili analizy filogenetyczne, które wykazały, że jest najbardziej bazalnym przedstawicielem Abelisauroidea, bardziej pochodnym niż elafrozaur, ceratozaur i spinostrof, lecz mniej niż ksenotarsozaur i inne abelizauroidy. Berberosaurus różnił się od innych teropodów cechami budowy kręgów, śródręcza oraz kości kończyn tylnych. Zaklasyfikowanie berberozaura dowodzi, że przedstawiciele abelizauroidów pojawili się i zróżnicowali już we wczesnej jurze. Jednak według badań Carraro i Sampsona z 2008 Berberosaurus jest bazalnym przedstawicielem ceratozaurów nienależącym do grupy Neoceratosauria. Z analizy kladystycznej przeprowadzonej przez Ezcurrę i współpracowników (2010) wynika, że berberozaur był w nierozwikłanej trychotomii z ceratozaurem i grupą Abelisauroidea. Wreszcie z analizy Xu i współpracowników (2009) (przeprowadzonej w oparciu o zmodyfikowaną macierz danych z analizy Smitha i współpracowników z 2007 r., uzupełnioną przy użyciu macierzy z analizy Carrano i Sampsona z 2008 r.) wynika, że berberozaur nie tylko nie był abelizauroidem, ale nawet nie należał do Averostra (kladu obejmującego grupy Ceratosauria i Tetanurae); według tej analizy był on w nierozwikłanej politomii z dilofozaurem, drakowenatorem, kriolofozaurem i gatunkiem "Dilophosaurus" sinensis, razem z którymi tworzył klad siostrzany do kladu Averostra.

## Historia odkryć
Skamieniałości berberozaura zostały odkryte podczas rozpoczętej w 2000 serii ekspedycji w Atlas Wysoki. Holotypem są przechowywane w Muséum d'Histoire Naturelle de Marrakech kości szkieletu pozaczaszkowego młodocianego osobnika. Materiał kopalny obejmuje kręg szyjny, fragment kości krzyżowej, śródręcze, kość udową, fragment piszczeli oraz obie kości strzałkowe. Niekompletna piszczel została przypisana przedstawicielowi innego rodzaju. Szczątki odnaleziono na prehistorycznym błotnym cmentarzysku. Późniejsza aktywność tektoniczna doprowadziła do zachowania się skamieniałości.

## Paleobiologia i paleoekologia
Berberosaurus był dwunożnym drapieżnikiem. Był zwierzęciem umiarkowanej wielkości – szacunkowa długość kości udowej wynosiła 50,5 cm i jest porównywalna z podawanymi przez Gregory'ego Paula długościami kości udowych teropodów takich jak Elaphrosaurus (52,9 cm) i Dilophosaurus (55 cm). Szczątki berberozaura zostały znalezione wraz ze skamieniałościami zauropoda z rodzaju Tazoudasaurus. Z wczesnojurajskich osadów znane są również pozostałości innego niewielkiego, nieopisanego jeszcze teropoda.